# Arte en Venezuela
El arte en Venezuela se remonta a los conjuntos de pueblos aborígenes (los caribes) que poblaron el norte de Colombia, el noreste de Venezuela y las Antillas Menores. Las influencias de la cultura autóctona, la cultura africana traída por los esclavos y finalmente la cultura de España aportada por los conquistadores determinaría el arte venezolano desde el siglo XVI hasta el siglo XX.
Los primeros indicios del arte venezolano provienen de cerámicas y esculturas indígenas, (algunas datadas de hace 2.000 años) donde se representan vasijas y figuras antropomorfas. El origen de la pintura venezolana se registra hacia finales del período colonial llegando a su apogeo con la llegada del arte moderno.

## Arte precolombino

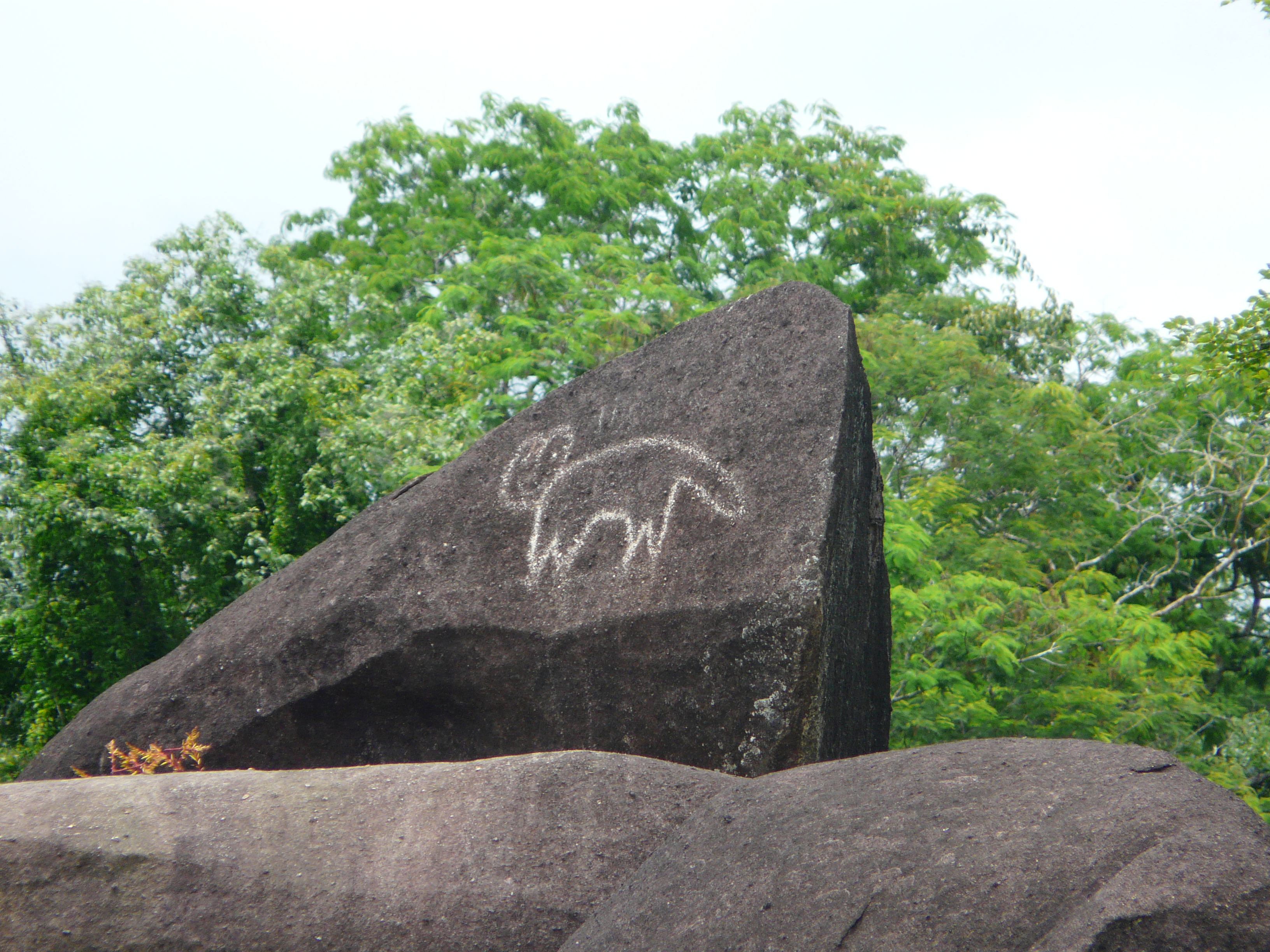
Representación de un Jaguar en una pintura rupestre de la etnia E'ñepá o Panare en el Estado Amazonas.

En esta época el arte se correspondía a los variados grupos de indígenas que poblaban el territorio venezolano. Cada etnia tenía distinta procedencia y poseían creencias, ritos y formas de vida diferentes. Las dos agrupaciones más importantes fueron:
Los Arahuacos
- Caquetíos
- Wayú
- Añú
- Los Papioko

Los Caribes
- Pemón
- Kariña
- Panare
- Akawayo
- Yukpa
- Mapoto

Las expresiones plásticas de los grupos indígenas estaban vinculadas a su propia cultura, por lo cual cada una es distinta a las demás y poseen distinto contenido funcional, práctico, mágico, religioso, ideológico, simbólico, ceremonial o festivo.

### Cerámica y escultura
Se origina la escultura en Venezuela, con la influencia de la época colonial y la influencia de la religión católica. La tendencia de la escultura, representada por imágenes religiosas de ríos y playas  y posos cambiada por esculturas representando a los Próceres de la Independencia.

### Lugares turísticos
“La Cueva del Elefante Volador” en el Edo. Bolívar, “La Cueva de la Virgen” en el Edo. Aragua

## Arte colonial

### sigloXVI
La pintura venezolana no surge hasta mediados del siglo XVI. De este siglo no ha sobrevivido prácticamente ninguna obra. 
Según una investigación de Alfredo Boulton sobre los archivos de testamentarias existían entre los Siglos XVI y XVII alrededor de 3.606 obras en el país; aunque más de la mitad se han perdido.

### sigloXVII
En el siglo XVII, se rescatan nombres de tres pintores: Tomás de Cocar, Juan Agustín Riera y Pedro de la Peña. Se considera que el terremoto de 1641, en Caracas, provocó el desarrollo de la pintura, ya que fueron necesarias las reconstrucciones y comienza la aparición de obras anónimas inspiradas en el arte español y mexicano. 
Sorprende que amén de los temas religiosos, aparezcan otros, laicos o de historia antigua. Así, entre muchas obras anónimas, y un primer grupo de pintores, llega a Juan de Villegas. En este siglo escasean los retratos.

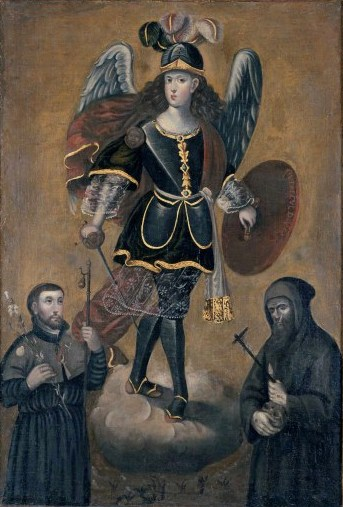
San Miguel Arcángel (1682) Maestro del Tocuyo
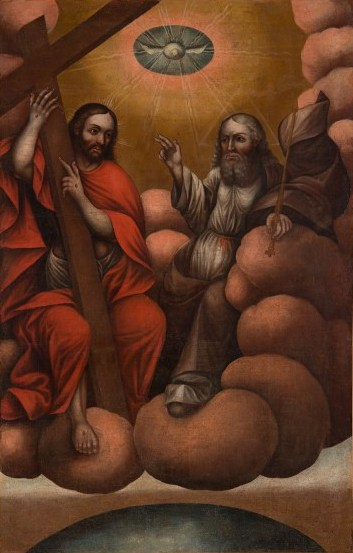
La Santísima Trinidad (1730) Fernando Álvarez Carneiro
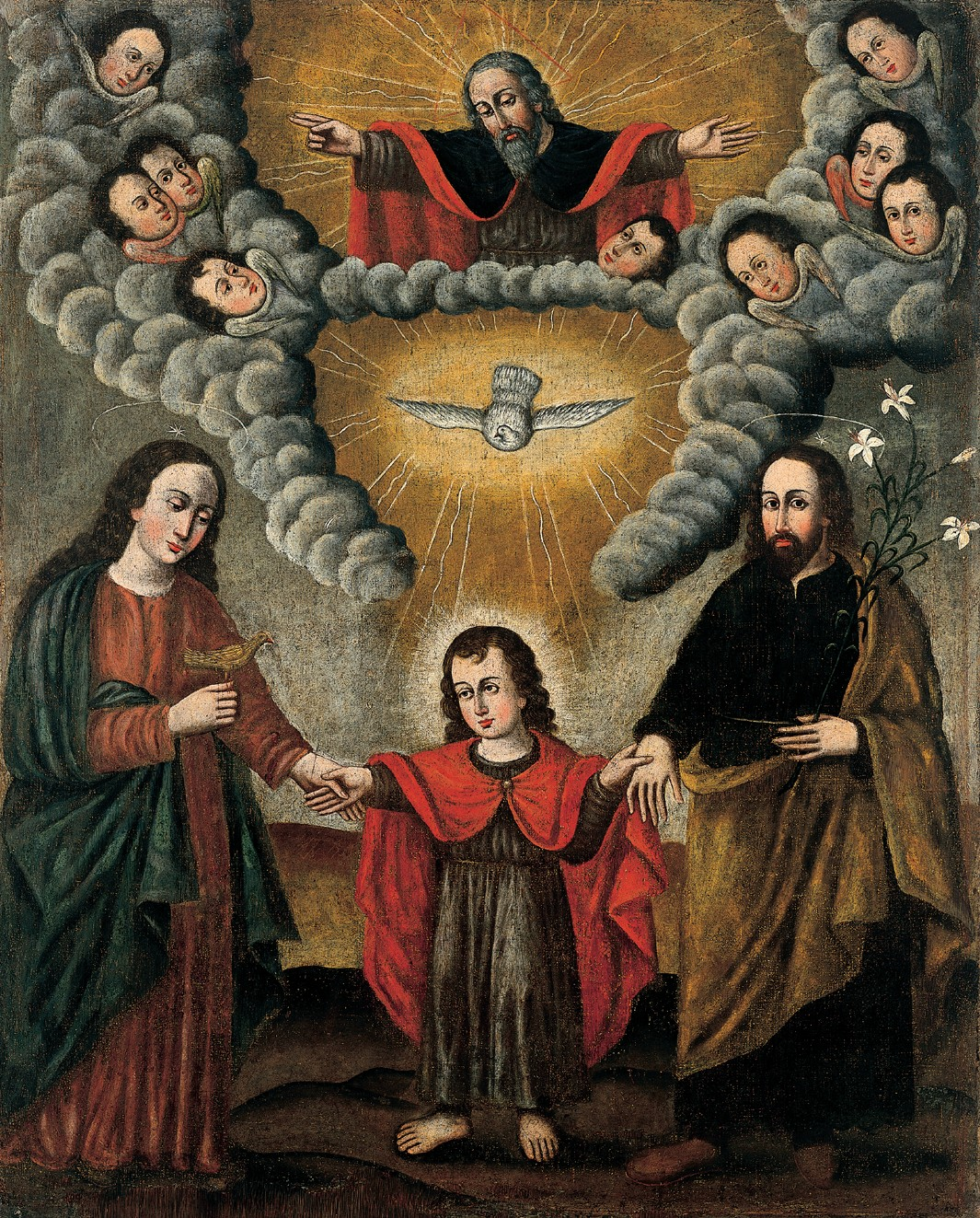
Regreso de Egipto (1690) Maestro del Tocuyo

### sigloXVIII
En este siglo, el material de imágenes impresas (europeas y mexicanas) fue abundante. La pintura tuvo entonces un verdadero auge y en las obras se notan las huellas seguidas por los artistas: Murillo, Tibaldi, Herrera o Valdés. No existió, salvo algún caso, la pintura mural. 
Don José de Oviedo y Baños, aparecen un buen número de pinturas. En la primera mitad del siglo XVIII se encuentran retratos anónimos y aparece el primer pintor de categoría, Francisco José de Lerma y  Villegas, de dibujo duro, pero interesante, con influencias flamencas y sevillanas. Otro pintor José Surita, no alcanza la calidad del anterior. Ya en la segunda mitad del siglo XVIII surgen otros artistas con obras conocidas, como Juan Pedro López, nacido en Caracas en 1724, cuyo estilo es murillesco y sevillano en general. Después la "Escuela de los Landaeta", en la que queda incluido un grupo de pintores, además de aquellos cuyo nombre es distintivo. Entre obras anónimas que tienen singular encanto para el gusto actual, la historia culmina con José Lorenzo de Alvarado.

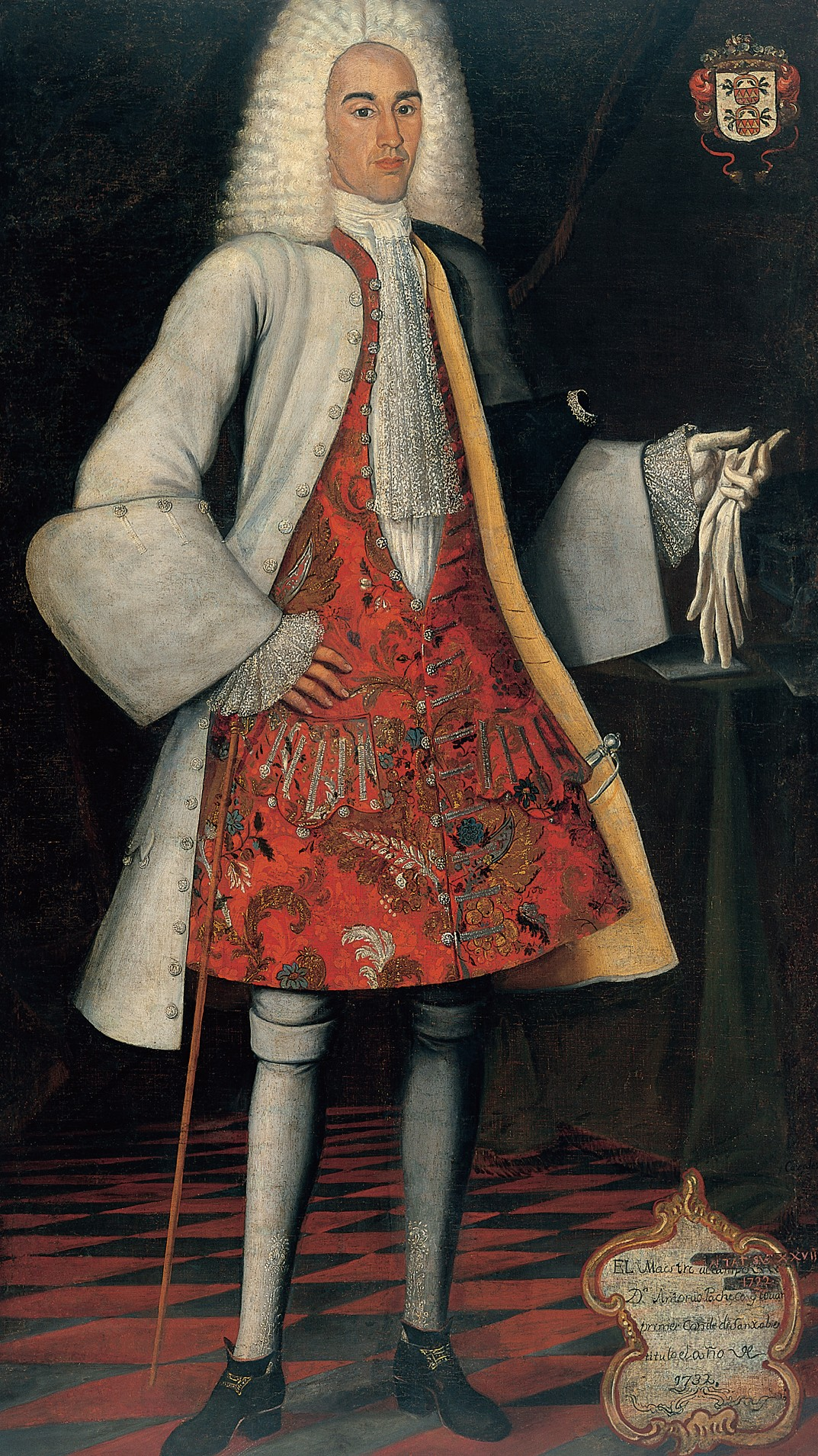
El Maestre Don Antonio Pacheco (1722) Bartolomé Alonso de Cazales
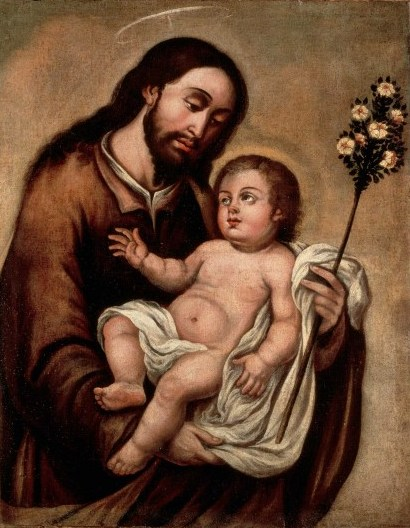
San José con el Niño en brazos (1700) José de Zurita
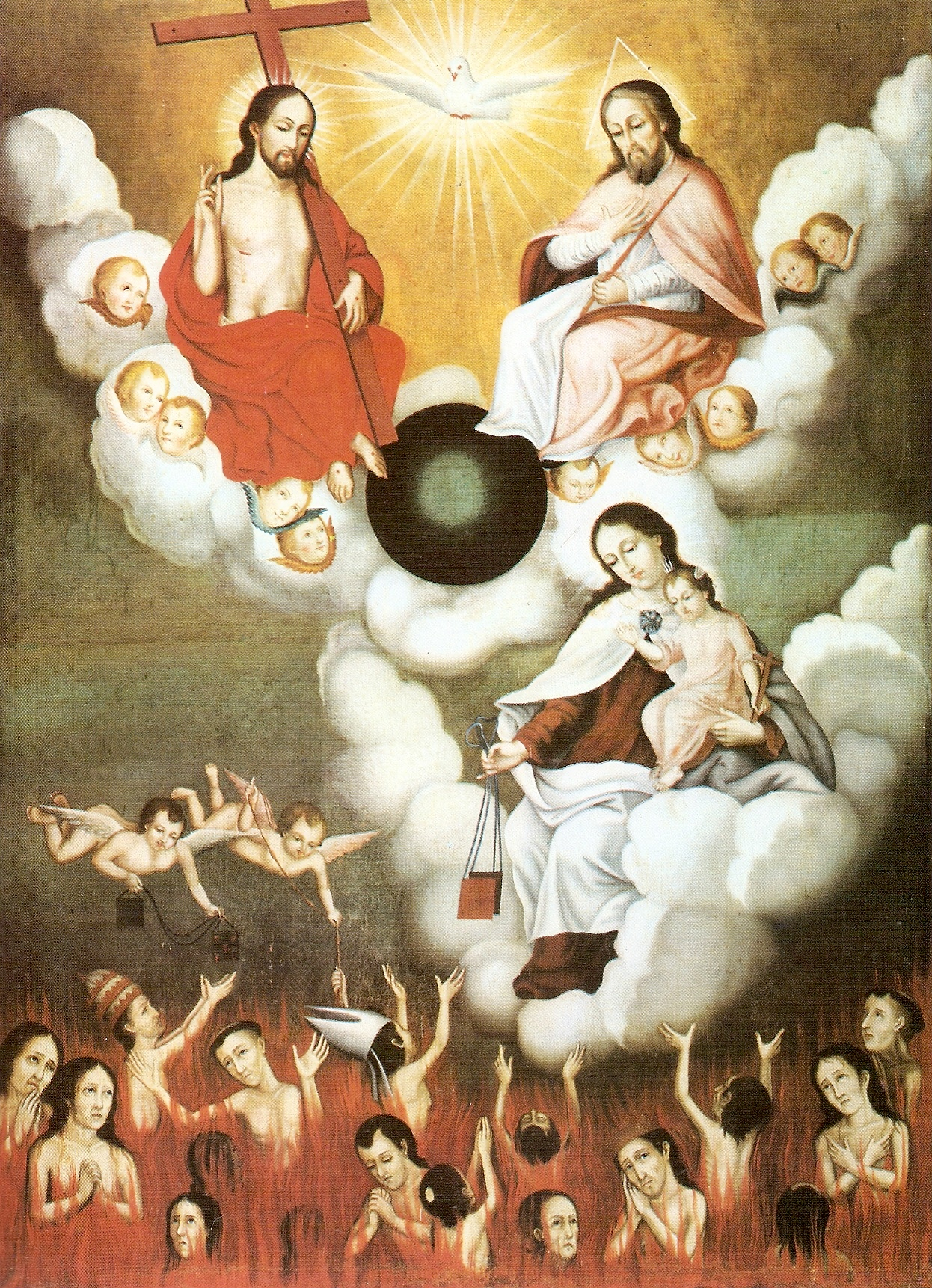
El Juicio Final (1740) Anónimo
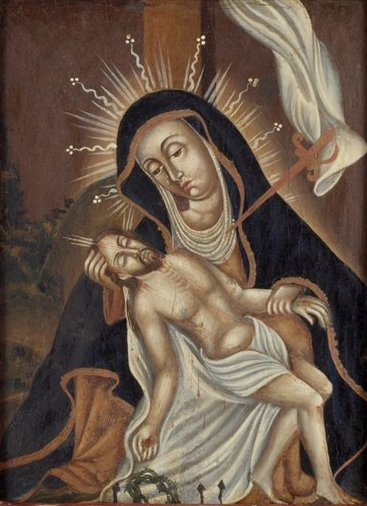
Nuestra Señora de las Angustias (1750) Anónimo
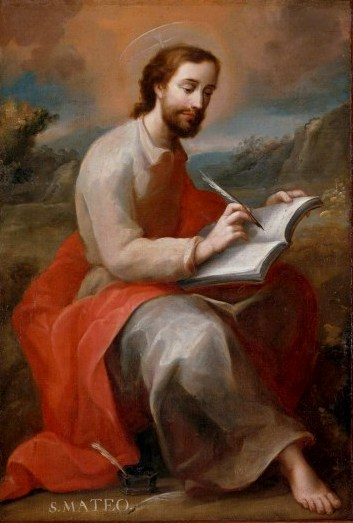
San Mateo (1770) Juan Pedro López
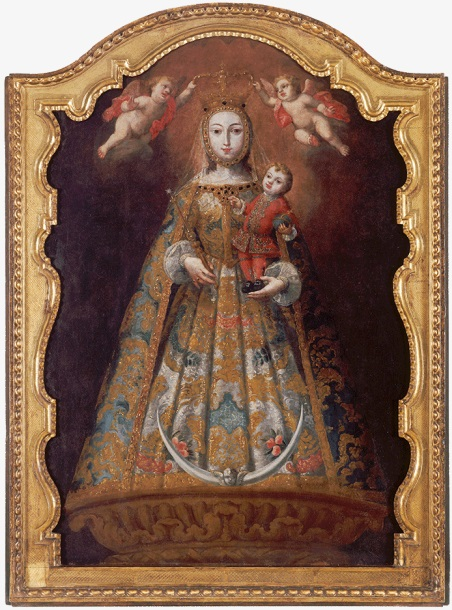
Nuestra Señora de Guía (1780) Juan Pedro López
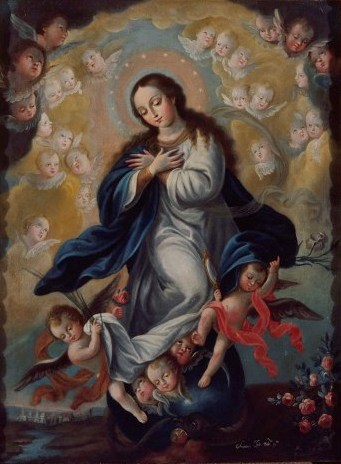
Inmaculada Concepción (1795) Antonio José Landaeta
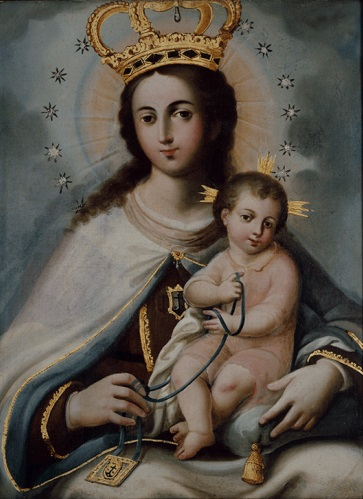
Nuestra Señora del Carmen (1800) Juan José Landaeta

## Del Arte Republicano al Romanticismo
A raíz de la Guerra de Independencia (1810-1824), se inicia en la pintura venezolana, la ruptura con el estilo colonial y dando paso al género histórico. La mayor parte de estas obras reflejan escenas bélicas y retratos de los héroes civiles y militares de la época. Su representante más emblemático fue Juan Lovera (1778-1841), quien cambió el estilo religioso por el arte histórico, convirtiéndose de esta forma, en el primer pintor del período republicano.

### 1.ª Mitad delsigloXIX

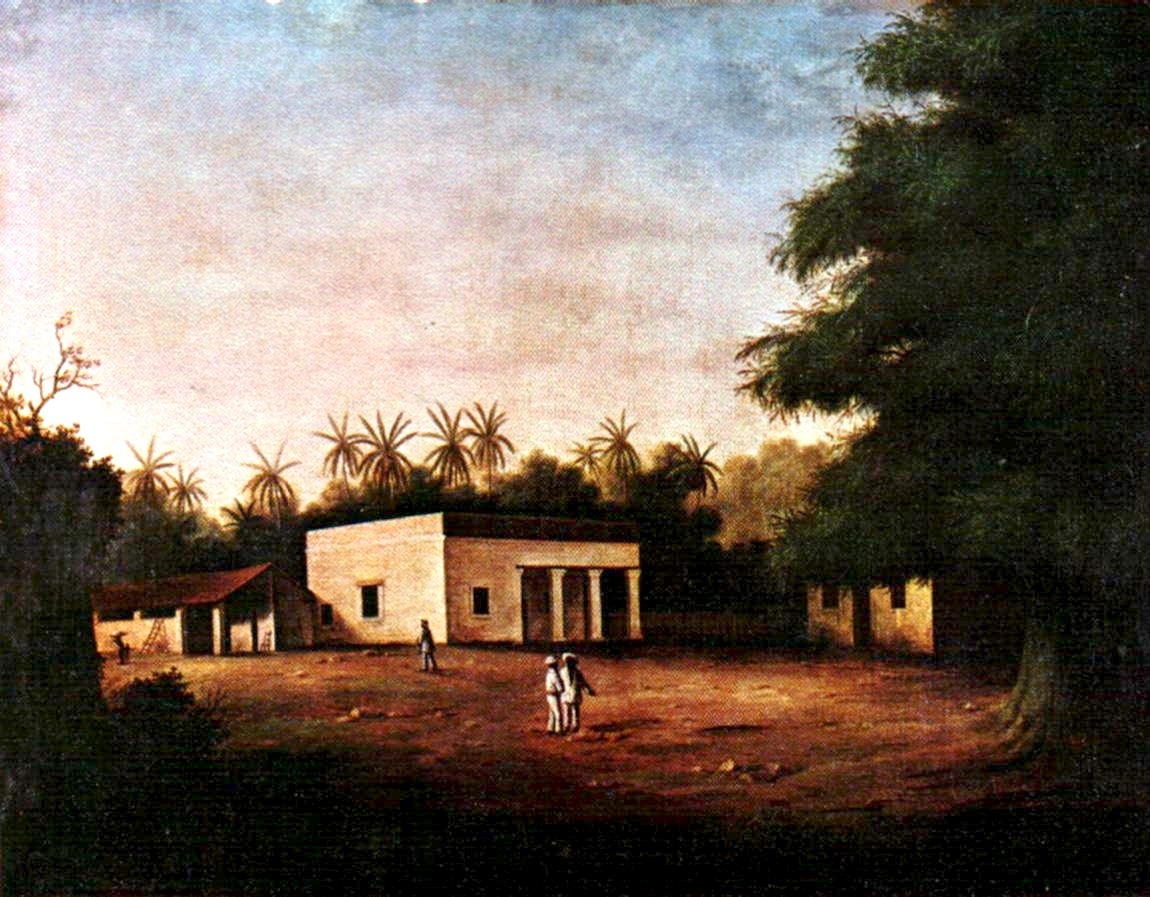
Quinta San Pedro Alejandrino (1848) Carmelo Fernandez
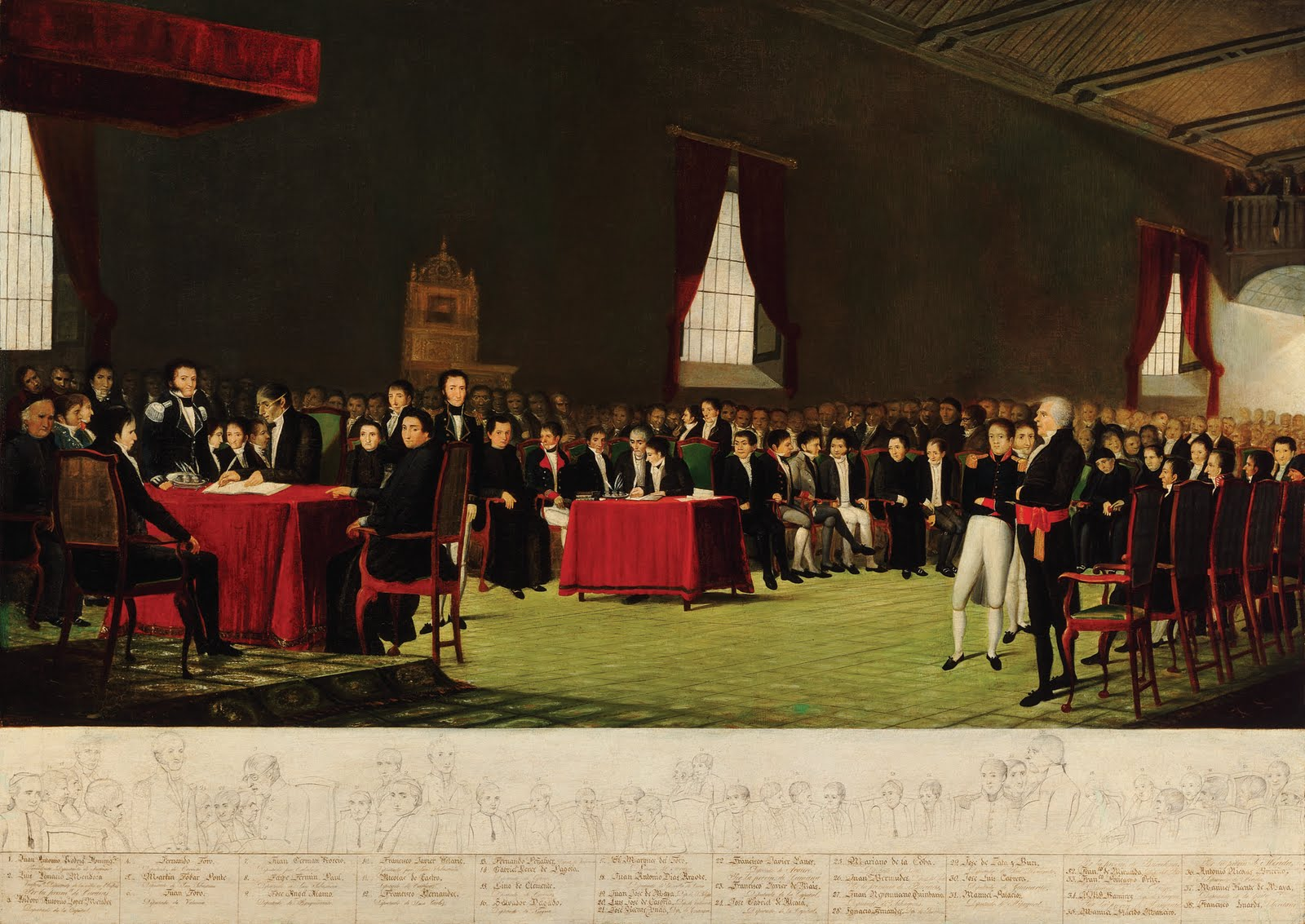
La Firma del Acta de Independencia - 5 de julio de 1811 (1838)  Juan Lovera
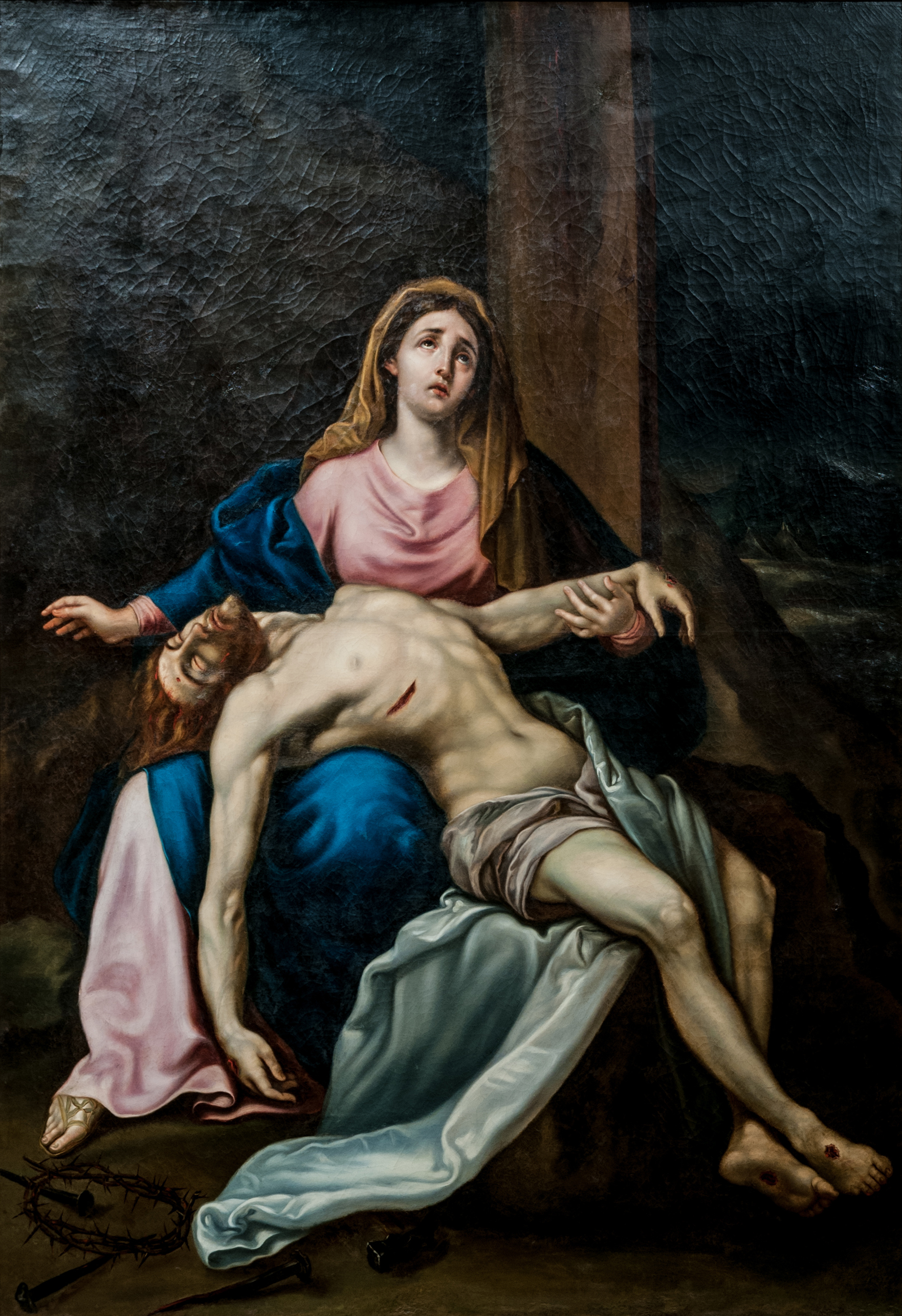
La Piedad (1860) Antonio José Carranza
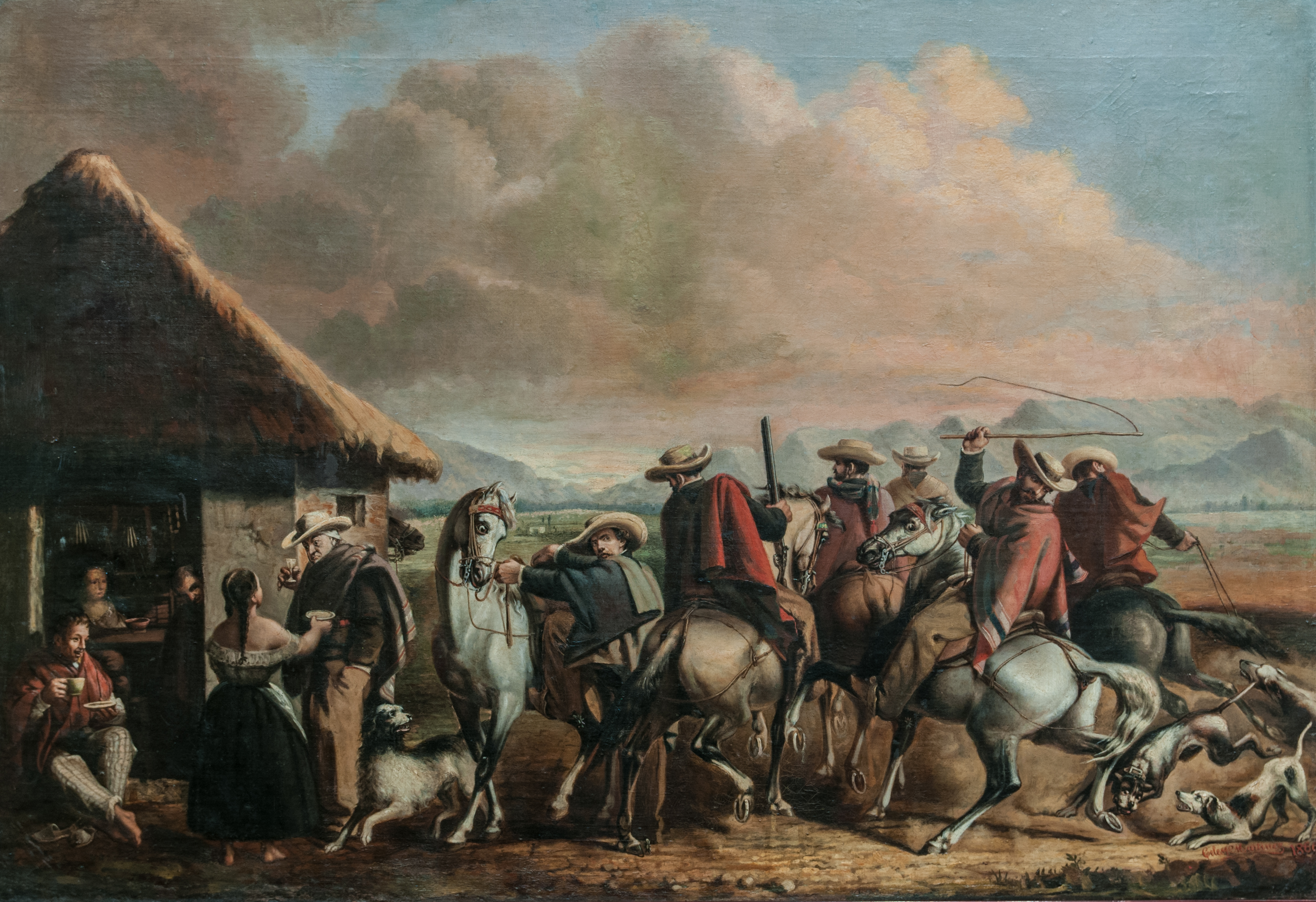
Los cazadores a caballo en la posada (1866) Celestino Martínez

#### Juan Lovera  1776 - 1841
Nacido en 1776, su obra se vio influenciada por el contexto sociopolítico de Venezuela. Los súbitos cambios históricos, la situación precaria de la enseñanza artística, la miseria, las catástrofes naturales y las guerras, determinaron el desarrollo pictórico de inicios del siglo XIX.
En 1795 aproximadamente, inicia como aprendiz del pintor colonial Antonio José Landaeta y fue autor de importantes retratos de ciudadanos notables como José Antonio Páez, Cristóbal Mendoza, Juan de la Madriz, Simón Bolívar o José María Vargas. Su dos obras más importantes son "El tumulto del 19 de abril de 1810" (1834) y "La firma del Acta de Independencia - 5 de julio de 1811" (1838).
Su obra nunca contó con los medios indispensables para obtener los resultados artísticos que se requieren. En Venezuela no existía para aquel entonces una institucionalidad de formación, ni protección ni patronazgo. Su abierta disposición ante el desarrollo del arte lo llevó a la búsqueda del detalle e intentos de avances para una perspectiva más realista. A final de su vida se dedicó a a la enseñanza artística y a pesar de que no tuvo mucho que ofrecer técnicamente hablando, pues mal dominaba su oficio en términos académicos y formales,  su entusiasmo y su respeto hacia el oficio de pintor resulten rescatables.

### 2.ª Mitad delsigloXIX

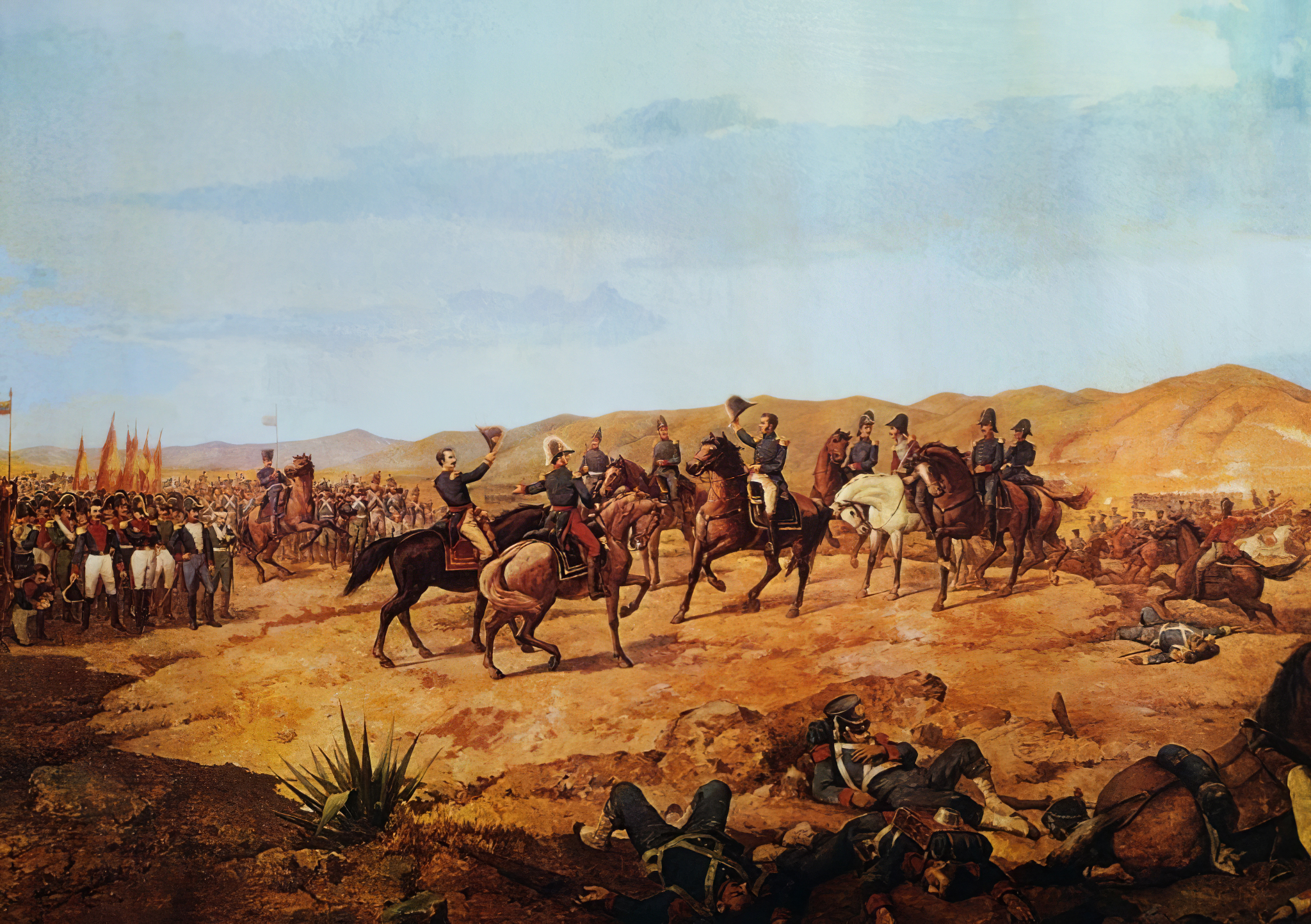
La Batalla de Ayacucho (1887) Martín Tovar y Tovar
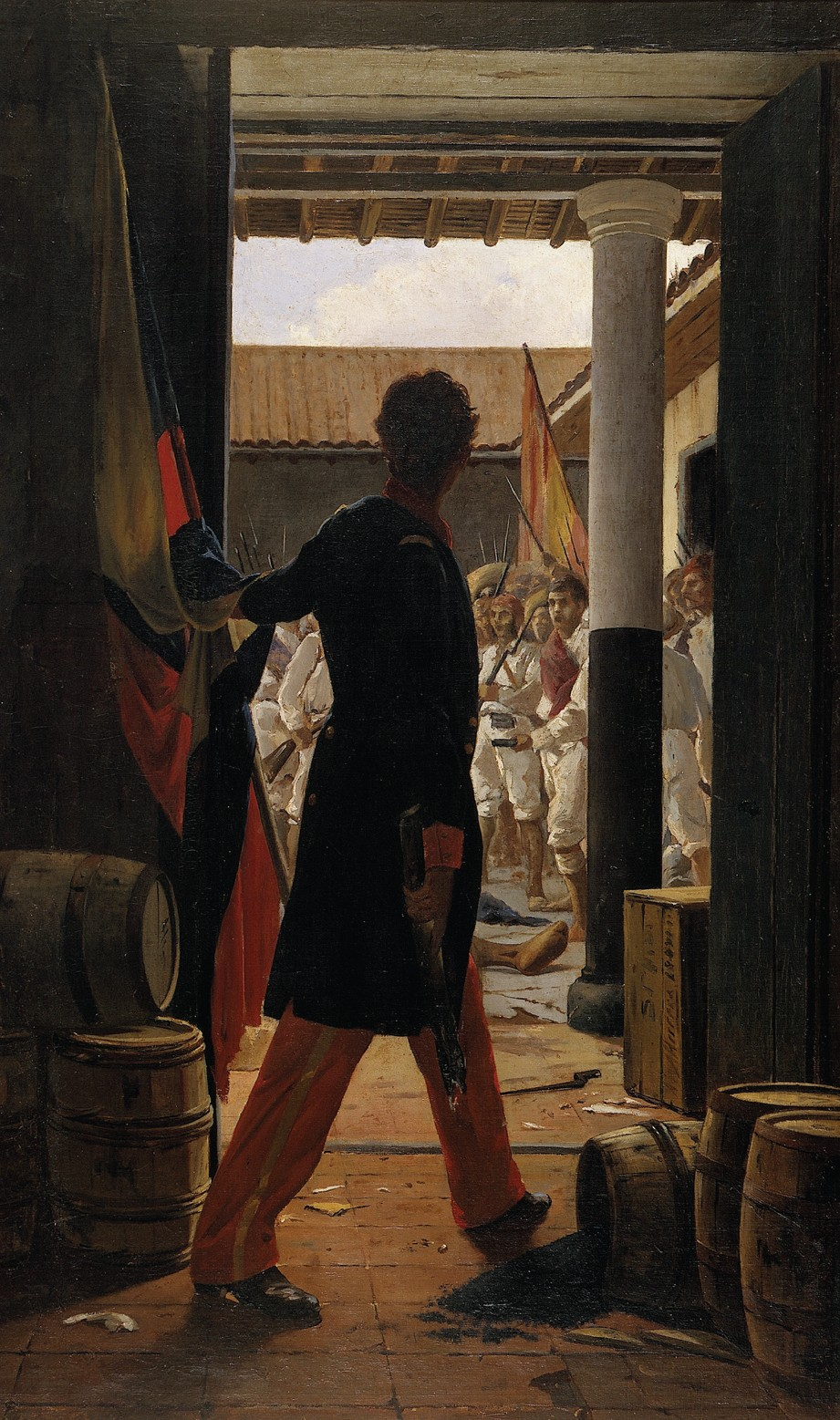
Ricaurte en San Mateo (1898) Antonio Herrera Toro
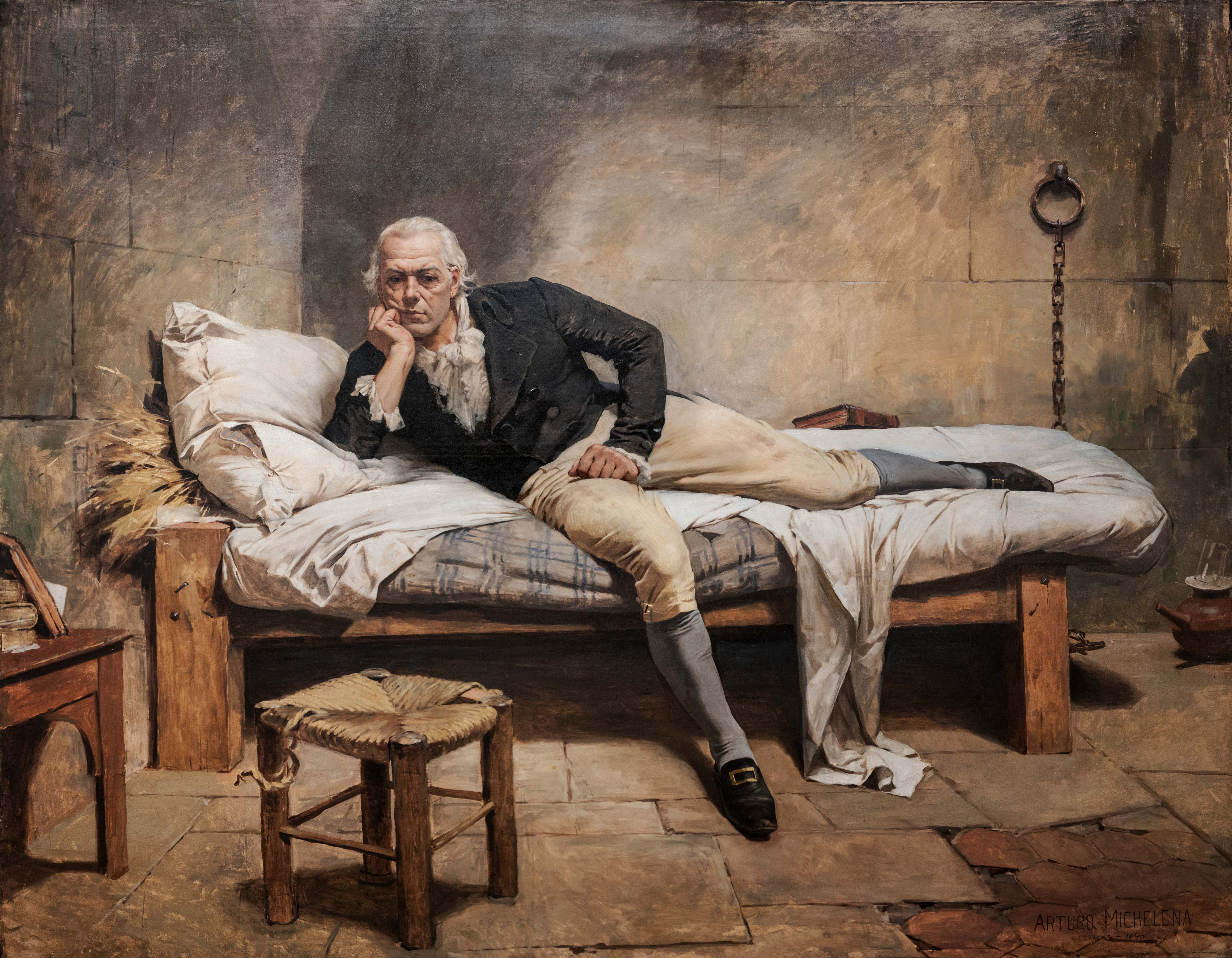
Miranda en La Carraca (1896) Arturo Michelena
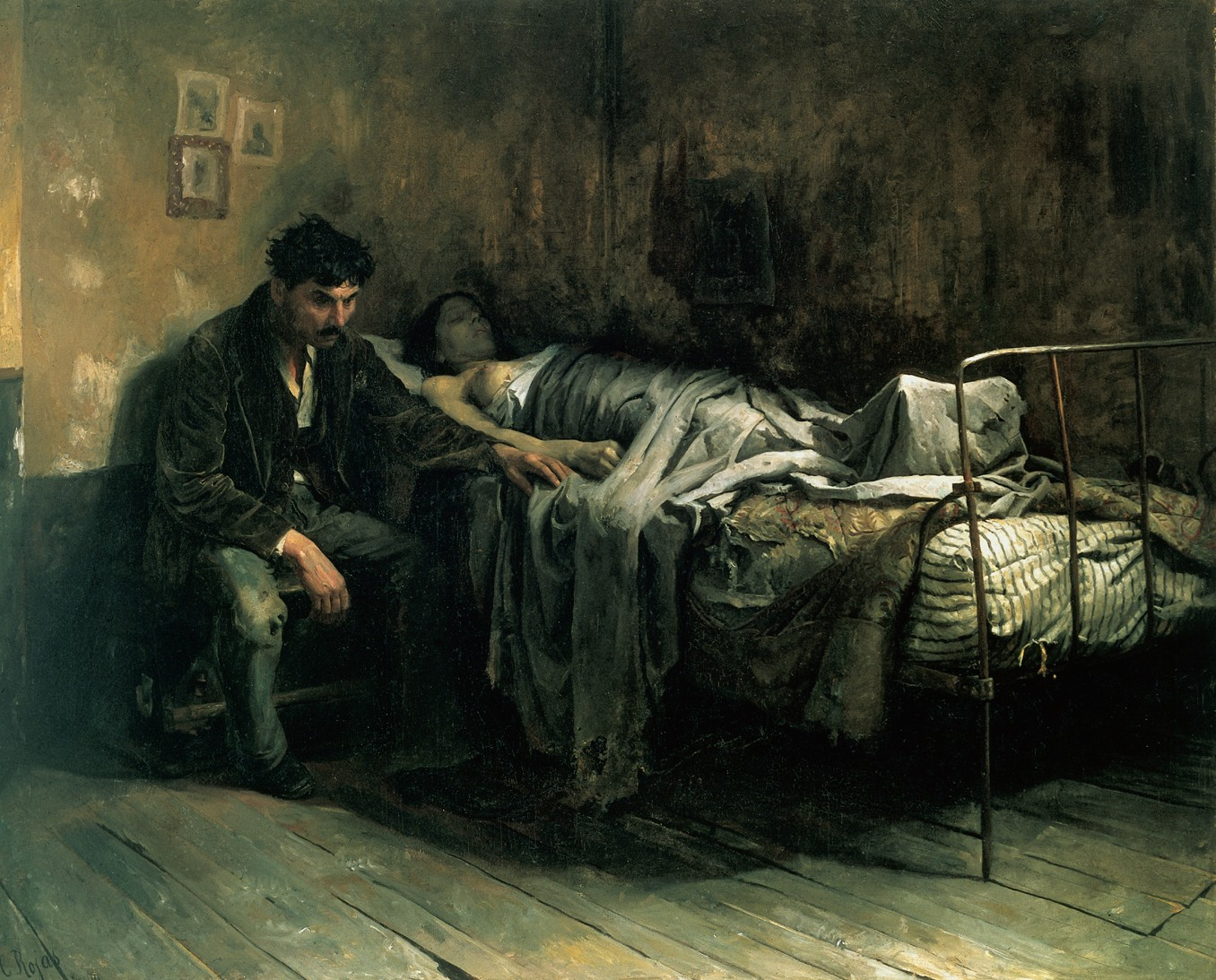
La Miseria (1886) Cristóbal Rojas
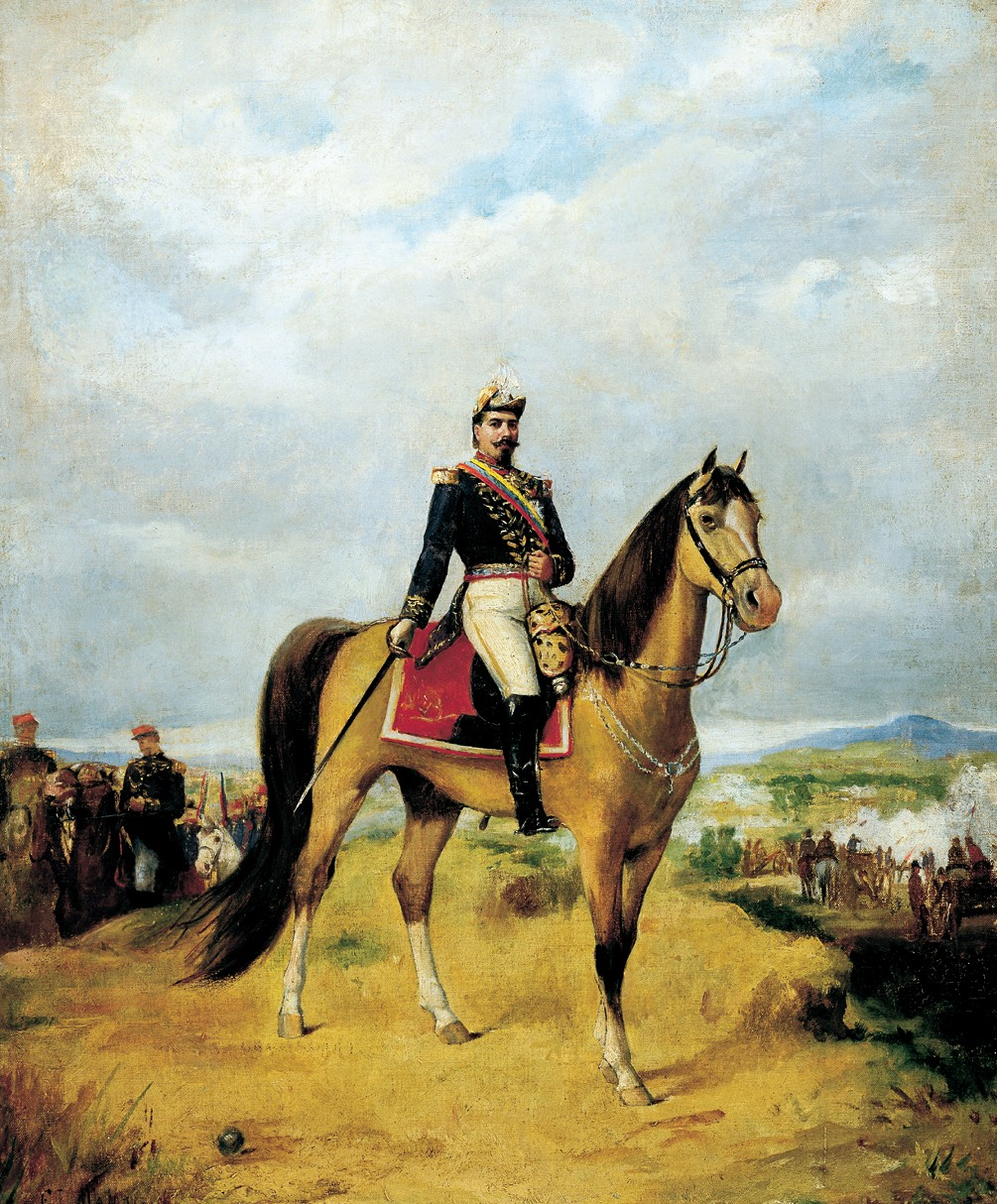
Joaquín Crespo en la Batalla de La Victoria (1896) Emilio Mauri

## Origami
En años recientes ha habido una notoria influencia en Venezuela de culturas orientales; tomando fuerza algunas manifestaciones artísticas como el origami; un arte tradicional japonés que consiste en doblar el papel sin el uso de tijeras o pegamento.

## Artistas venezolanos
Esta es fue 
lista en orden cronológico de los artistas venezolanos más importantes (Nacidos en Venezuela o cuya obra fue desarrollada en el país)

### sigloXVII
- Tomás de Cocar (Cozar) (–1605)
- Juan Agustín Riera (1606–1632)
- Pedro de La Peña (–1620)
- Mauricio Robes (–1641)
- Francisco Saballos y Torres (–1652)
- Fray Fernando de la Concepción (1656–1683)
- Fray Diego de los Ríos (1658–1681)
- Fernando Álvarez Carneiro (1669–1761)
- Víctor Francisco de la Cruz (1670–1682)
- El Maestro del Tocuyo (1682–1702)

### sigloXVIII
- José de Zurita (1695–1753)
- Francisco Atilano Moreno y Carrasquel (1695–1763)
- Luis Francisco Maldonado (1704–1751)
- Fabiana González (–1704) / Primera pintora venezolana
- Francisco Hernández (1717–1719)
- Francisco José de Lerma y Villegas (1718–1753)
- Bartolomé Alonso de Cazales (1722–1726
- Juan Pedro López (1724–1787)
- Hispánico (–1724)
- Lorenzo de Ponte (1736–1752)
- Juan José Landaeta (1741–1810)
- José Francisco Rodríguez (1747–1808)
- Alonso de Ponte (1749–1780)
- Francisco Contreras (1767–1819)
- Antonio José Landaeta (1769–1799)
- Onofre Padroni (1772–1810)
- J.M. Xédler (1774–1835)
- José Antonio Peñaloza (1776–1803)
- J.P. Torres (–1783)
- José Lorenzo Alvarado (1793–1816)
- Francisco Lovera (–1795)

### sigloXIX
- Juan Lovera (1776–1841)
- José de la Cruz Limardo (1787–1851)
- Carmelo Fernández (1809–1897)
- Manuel Zenón Romero (1816–1840)
- Antonio José Carranza (1817–1893)
- Celestino Martínez Sánchez (1820–1885)
- Gerónimo Martínez (1826–1898)
- Martín Tovar y Tovar (1827–1902)
- Eloy Palacios (1847–1919)
- Emilio Mauri (1855–1908)
- Emilio Boggio (1857–1920)
- Antonio Herrera Toro (1857–1914)
- Cristóbal Rojas (1857–1890)
- Arturo Michelena (1863–1898)
- Carlos Rivero Sanabria (1864–1915)

### sigloXX
- Andrés Pérez Mujica (1873–1920)
- Francisco Valdez (1877–1918)
- Federico Brandt (1878–1932)
- Rafael Monasterios (1884–1961)
- Gabriel D´Empaire (1885–1971)
- Tito Salas (1887–1974)
- Armando Reverón (1889–1954)
- Charles Ventrillon (1889–1977)
- Manuel Cabré (1890–1984)
- Antonio Edmundo Monsanto (1890–1948)
- Bárbaro Rivas (1893–1967)
- Eduardo Schlageter (1893–1974)
- Pedro Centeno Vallenilla (1889–1988)
- Elisa Elvira Zuloaga (1900–1980)
- Juan Félix Sánchez (1900–1997)
- Ernesto Maragall (1903–1991)
- Francisco Narvaez (1905–1982)
- Gertrude Goldschmidt "Gego" (1912–1994)
- Gerd Leufert (1914–1998)
- César Rengifo (1915–1980)
- Trino Orozco (1915–1994)
- Gabriel Bracho (1915–1995)
- Aimée Battistini (1916–1989)
- Braulio Salazar (1917–2008)
- Héctor Poleo (1918–1989)
- Mario Abreu (1919–1993)
- Carlos González Bogen (1920–1992)
- Feliciano Carvallo (1920–2012)
- Luchita Hurtado (1920–2020)
- Alejandro Otero (1921–1990)
- Genaro Moreno (1921–1991)
- Mercedes Pardo (1921–2005)
- Jesús Rafael Soto (1923–2005)
- Seka Severin de Tudja (1923–2007)
- Pascual Navarro (1923–1986)
- Oswaldo Vigas (1923–2014)
- Carlos Cruz-Díez (1923–2019)
- Alirio Oramas (1924–2016)
- Narciso Debourg (1925–2022)
- Elsa Gramcko (1925–1994)
- Nedo Mion Ferrario (1926–2001)
- Luis Guevara Moreno (1926–2010)
- Cornelis Zitman (1926–2016)
- Mateo Manaure (1926–2018)
- Virgilio Trómpiz (1927–2012)
- Omar Carreño (1927–2013)
- Víctor Valera (1927–2013)
- Angél Hurtado (1927)
- Pedro León Zapata (1928–2015)
- Luisa Richter (1928–2015)
- Manuel Quintana Castillo (1928–2016)
- Antonio Otazzo (1929–2020)
- Régulo Pérez (1929)
- Marisol Escobar (1930–2017)
- Rubén Núñez (1930–2012)
- Lía Bermúdez (1930–2021)
- Luis Dominguez Salazar (1931–2008)
- Jacobo Borges (1931)
- Juan Calzadilla (1931)
- Juvenal Ravelo (1934)
- José Antonio Dávila (1935)
- Darío Pérez-Flores (1936–2022)
- Carlos Hernández Guerra (1936)
- Francisco Salazar (1937–2019)
- Harry Abend (1937–2021)
- Francisco Hung (1937–2001)
- Alirio Palacios (1938–2015)
- Antonieta Sosa (1940–2024)
- Balthazar Armas (1941–2015)
- Paul del Rio (1943–2015)
- Jorge Blanco (1945)
- Victor Hugo Irazábal (1945)
- Miguel Von Dangel (1946–2021)
- Santiago Pol (1946)
- Azalea Quiñones (1951)
- Milton Becerra (1951)
- Juan Loyola (1952–1999)
- Juan Vicente Landaeta "Pájaro" (1952)
- Nelson Garrido (1952)
- Patricia Van Dalen (1955)
- Arturo Herrera (1959)

### Artistas Contemporáneos
- María Rivas (1960)
- Julio Aguilera (1961)
- José Antonio Hernández-Diez (1964)
- Pedro Sandoval (1964)
- Eduardo Sanabria "EDO" (1970)
- Yucef Merhi (1977)
- Rafael Parratoro (1977)
- Suwon Lee (1977)